# Barak Itzhaki
Barak Itzhaki (en hébreu : ברק יצחקי) est un footballeur international israélien né le 25 septembre 1984. Il évolue au poste d'attaquant reconverti entraîneur.

## Palmarès joueur
Beitar Jérusalem
- Champion d'Israël en 2007.
- Vainqueur de la Coupe d'Israël en 2009.
- Vainqueur de la Coupe de la Ligue israélienne en 2010.

 Maccabi Tel-Aviv
- Champion d'Israël en 2014 et 2015.
- Vainqueur de la Coupe d'Israël en 2015.
- Vainqueur de la Coupe de la Ligue israélienne en 2015.

## Parcours d'entraîneur
- oct. 2021-déc. 2021 :  Maccabi Tel-Aviv
- depuis fév. 2024 :  Beitar Jérusalem FC